# تپه قنبرآباد
تپه قنبرآباد مربوط به دوران‌های تاریخی پس از اسلام است و در شهرستان تاکستان، روستای قنبرآباد واقع شده و این اثر در تاریخ ۲۸ فروردین ۱۳۸۰ با شمارهٔ ثبت ۳۷۲۹ به‌عنوان یکی از آثار ملی ایران به ثبت رسیده است.